# 2024年江原道ユースオリンピックの日本選手団
2024年江原道ユースオリンピックの日本選手団（2024ねんカンウォンドユースオリンピックのにほんせんしゅだん）は、韓国の江原特別自治道において1月19日から2月1日の日程で開催された2024年江原道ユースオリンピックの日本選手団。
藤井海斗と佐藤柚月が開会式の旗手を務めた。

## 選手
| 競技                             | 男子 | 女子 | 総計 |
| -------------------------------- | ---- | ---- | ---- |
| アルペンスキー                   | 1    | 2    | 3    |
| クロスカントリースキー           | 1    | 2    | 3    |
| カーリング                       | 3    | 3    | 6    |
| フィギュアスケート               | 2    | 2    | 4    |
| フリースタイルスキー             | 5    | 5    | 10   |
| アイスホッケー                   | 0    | 18   | 18   |
| ノルディック複合                 | 2    | 2    | 4    |
| ショートトラックスピードスケート | 2    | 2    | 4    |
| スキージャンプ                   | 2    | 2    | 4    |
| スノーボード                     | 3    | 5    | 8    |
| スピードスケート                 | 2    | 2    | 4    |
| 合計                             | 20   | 40   | 60   |

## メダリスト
| メダル   | 選手                                | 競技                             | 種目                 | 日付    |
| -------- | ----------------------------------- | -------------------------------- | -------------------- | ------- |
| 金メダル | 村瀬由徠                            | スノーボード                     | 女子ビッグエア       | 1月28日 |
| 金メダル | 島田麻央                            | フィギュアスケート               | 女子シングル         | 1月30日 |
| 金メダル | 工藤璃星                            | スノーボード                     | 女子ハーフパイプ     | 2月1日  |
| 銀メダル | ニコルズ皇吏                        | フリースタイルスキー             | 男子スロープスタイル | 1月25日 |
| 銀メダル | ニコルズ皇吏                        | フリースタイルスキー             | 男子ビッグエア       | 1月28日 |
| 銀メダル | 女子日本代表                        | アイスホッケー                   | 女子                 | 1月31日 |
| 銀メダル | 清水さら                            | スノーボード                     | 女子ハーフパイプ     | 2月1日  |
| 銅メダル | 井上暖乃美                          | ショートトラックスピードスケート | 女子1500メートル     | 1月20日 |
| 銅メダル | 鬼田来人                            | ショートトラックスピードスケート | 男子1000メートル     | 1月21日 |
| 銅メダル | 笹渕和花                            | スピードスケート                 | 女子500メートル      | 1月22日 |
| 銅メダル | 久保颯大                            | スピードスケート                 | 男子1500メートル     | 1月23日 |
| 銅メダル | 井上暖乃美 吉澤葵 渕上結太 鬼田来人 | ショートトラックスピードスケート | 混合リレー           | 1月24日 |
| 銅メダル | 中村拓斗                            | フリースタイルスキー             | 男子デュアルモーグル | 1月27日 |
| 銅メダル | 髙木謠                              | フィギュアスケート               | 女子シングル         | 1月30日 |
| 銅メダル | 山田琉聖                            | スノーボード                     | 男子ハーフパイプ     | 2月1日  |

## アルペンスキー
3人が出場。
男子
- 鎌田宇朗

女子
- 深澤ひなた
- 大西美琴

## クロスカントリースキー
3人が出場。
男子
- 藤本孝輔

女子
- 福原優香
- 松沢意

## カーリング
6人が出場。
| チーム                                | 種目         | グループステージ    | グループステージ | グループステージ    | グループステージ        | グループステージ       | グループステージ | グループステージ | グループステージ | 準々決勝         | 準決勝      | 決勝 / 3位決定戦 | 決勝 / 3位決定戦 |
| チーム                                | 種目         | 対戦国 得点         | 対戦国 得点      | 対戦国 得点         | 対戦国 得点             | 対戦国 得点            | 対戦国 得点      | 対戦国 得点      | 順位             | 対戦国 得点      | 対戦国 得点 | 対戦国 得点      | 順位             |
| ------------------------------------- | ------------ | ------------------- | ---------------- | ------------------- | ----------------------- | ---------------------- | ---------------- | ---------------- | ---------------- | ---------------- | ----------- | ---------------- | ---------------- |
| 藤井海斗 丸銭咲月 佐藤航英 市山ひまり | 混合団体     | ナイジェリア W 20–1 | 中国 L 6–7       | スウェーデン W 10–2 | アメリカ合衆国 L 6–8    | ニュージーランド W 6–2 | トルコ W 8–2     | ノルウェー W 8–4 | 3 Q              | デンマーク L 3–8 | -           | -                | 6                |
| 田中萌珈 川合伸弥                     | 混合ダブルス | 中国 L 5–7          | ブラジル W 11–1  | トルコ W 9–5        | ニュージーランド W 11–2 | ラトビア W 5–4         | N/A              | N/A              | 2 Q              | デンマーク L 7–9 | -           | -                | 7                |

## フィギュアスケート
4人が出場。
男子
- 垣内珀琉
- 中田璃士

女子
- 島田麻央
- 髙木謠

## フリースタイルスキー
10人が出場。
男子
- 石中仁一郎
- 中村拓斗
- ニコルズ皇吏
- 佐藤可崇
- 鈴木琉生

女子
- 川嶋瑚子
- 清田華
- 坂井ひかる
- 菅原希昴
- 田口凛

## アイスホッケー
女子チームが出場。
ロースター
- 秋本なな
- 福田鈴乃
- 福澤桃菜
- 古平結明
- 細越愛結
- 伊東紡季
- 角田怜奈
- 清川采花
- 西内璃心
- 沼邊亜澄
- 小平梅花
- 岡村桃香
- 類家ここ
- 佐藤梨吏
- 鈴木理央
- 多田梨乃
- 寺内姫夏
- 山口七穂

| チーム | 種目 | グループステージ | グループステージ       | グループステージ | 準決勝       | 決勝               | 決勝 |
| チーム | 種目 | 対戦国 得点      | 対戦国 得点            | 順位             | 対戦国 得点  | 対戦国 得点        | 順位 |
| ------ | ---- | ---------------- | ---------------------- | ---------------- | ------------ | ------------------ | ---- |
| 日本   | 女子 | ノルウェー W 5–1 | スウェーデン L 1–2 GWS | Q                | スイス W 2–1 | スウェーデン L 0–4 | 2    |

## ノルディック複合
4人が出場。
男子
- 久保田康太郎
- 工藤琉翔

女子
- 藤原柚香
- 山﨑詩由衣

## ショートトラックスピードスケート
4人が出場。
男子
- 渕上結太
- 鬼田来人

女子
- 井上暖乃美
- 吉澤葵

## スケルトン
1人が出場。
- 篠原彩緒

## スキージャンプ
4人が出場。
男子
- 三上託摩
- 佐々木星語

女子
- 櫻井羽奈
- 佐藤柚月

## スノーボード
8人が出場。
男子
- 村岡大輔
- 嶋﨑玖
- 山田琉聖

女子
- 石田莉緒
- 工藤璃星
- 森井姫明麗
- 村瀬由徠
- 清水さら

## スピードスケート
4人が出場。
男子
- 久保颯大
- 村下巧

女子
- 小島楓
- 笹渕和花